# Brug Driemond
Brug Driemond is een ophaalbrug over de Weespertrekvaart in het Noord-Hollandse dorp Driemond. Tot 1966 lagen brug en dorp in de gemeente Weesperkarspel. Tussen 1966 en 2022 behoorde het tot het stadsdeel Zuidoost van de gemeente Amsterdam, sinds Weesp opging in de gemeente Amsterdam maakt Driemond deel van dit bestuursgebied.
De brug verbindt de straten 'Lange Stammerdijk' en 'Jaargetijden' met 'Zandpad Driemond' in het centrum van het dorp. Tussen de brug en het Amsterdam-Rijnkanaal bevindt zich aan de zuidzijde het Sluispad en aan de noordzijde de Kanaaldijk. De brug is voor de inwoners de enige mogelijkheid om de Weespertrekvaart over te gaan, tenzij men omrijdt via het vijf kilometer verderop gelegen Diemen.
De Weespertrekvaart is dit laatste gedeelte voorbij de brug smaller dan de rest van de vaart en er bevindt zich een sluis waar de schepen moeten wachten tot ze veilig op het Amsterdam Rijnkanaal kunnen invoegen tussen de binnenvaartschepen of kunnen oversteken naar het Smal Weesp aan de overzijde van het kanaal.